# Physikalisch-technischer Assistent
Physikalisch-technischer Assistent (PhyTA oder Phy-TA) ist ein Ausbildungsberuf in Deutschland. Sie unterstützen Physiker und Ingenieure bei der Durchführung und Auswertung physikalisch-technischer Untersuchungen.

## Ausbildung
Physikalisch-technische Assistenten müssen aufgrund des weiten physikalisch-technischen Spektrums in der Lage sein, vielfältige Aufgaben zu bearbeiten. Dies erlernen sie im theoretischen Unterricht, ergänzt durch praktische Übungen und einem Betriebspraktikum.

### Theoretischer Unterricht
Im theoretischen Unterricht erhalten die angehenden PhyTAs fachspezifischen Unterricht in den Fächern wie z. B. Physik, Elektrotechnik und Elektronik, Mess- und Regelungstechnik, allgemeine und physikalische Chemie, Mathematik und Informatik.
Zusätzlich gibt es Unterricht in den allgemeinen Fächern wie z. B. Deutsch, Englisch, Wirtschafts- und Sozialkunde. Sport wird nicht unterrichtet.

### Praktischer Unterricht
Praktische Übungen begleiten den Unterricht. Dies erfolgt in Form von praktischen Unterrichtsfächern, die sich nach den entsprechenden theoretischen Fächern richten. Hier wird auch Wert auf selbständiges Arbeiten gelegt.

### Praktikum
In einem betrieblichen Praktikum werden die im Unterricht erworbenen Kenntnisse vertieft und angewendet, so dass bereits während der Ausbildung erste Berufserfahrungen gesammelt werden können. Dieses Praktikum ist nicht zwingend erforderlich um den Abschluss als Physikalisch-technischer Assistent zu erhalten. Jedoch wird dies (mindestens 6 Monate) an den meisten Berufsfachschulen benötigt, um die Fachhochschulreife zu erlangen.

### Art und Dauer
Die Ausbildung zum Physikalisch-technischen Assistenten ist eine landesrechtlich geregelte schulische Ausbildung an Berufsfachschulen und Berufskollegs. Sie dauert in der Regel zwei Jahre. An einigen Schulen kann bei einer Dauer von 2,5 bis 3 Jahren die Fachhochschulreife miterworben werden. Auch einjährige Bildungsgänge aufbauend auf dem Abitur sind möglich.

### Abschluss
Mit Bestehen der Abschlussprüfung ist man berechtigt, die Berufsbezeichnung Staatlich geprüfter technischer Assistent für Physik zu führen.

## Tätigkeit
Physikalisch-technische Assistenten assistieren Physikern und Ingenieuren in wissenschaftlichen und industriellen Laboratorien bei der Vorbereitung, Durchführung und Auswertung physikalisch-technischer Untersuchungen. Auch an der Entwicklung neuer Methoden und physikalischer Geräte sind sie beteiligt.

### Aufgabenbereiche
Wichtige Bereiche sind Mess-, Regelungs-, Elektro- und Werkstofftechnik. Aber auch andere Bereiche wie z. B. Biologie, Medizin und Umweltschutz können in Frage kommen.

### Einsatzmöglichkeiten
Physikalisch-technische Assistenten arbeiten häufig in Unternehmen, in denen Verfahrens- und Regelungstechnologien eingesetzt oder entwickelt werden. Zum Beispiel in der Mess- und Elektronikgeräteproduktion, der Herstellung von Elektromotoren und Schalteinrichtungen, in der chemischen Industrie oder der Informations- und Kommunikationstechnik.
Beschäftigung gibt es vielfach auch in Forschung und Entwicklung an Universitäten, Fachhochschulen sowie in anderen Forschungseinrichtungen und Prüfstellen. Es bietet sich ein vielfältiges Tätigkeitsspektrum in Entwicklungsbüros oder direkt in den Fertigungsstätten.